# 秋山憲兄
秋山 憲兄（あきやま のりえ、1917年2月17日 - 2013年12月25日）は、日本の出版人、新教出版社社長。

## 経歴
北海道生まれ。上智大学文学部独文科中退。長崎書店入社。戦中の企業整備令の統合で新教出版社へ移る。新教出版社社長、会長。キリスト教文書センター理事長。1993年、第24回キリスト教功労者に顕彰。信濃町教会長老。墓所は多磨霊園。

## 著書
- 『本のはなし 明治期のキリスト教書』新教出版社 2006
- 『一本の道 キリスト教出版70年の歩み』新教出版社 2010
- 『続・一本の道 (待ちつつ、急ぎつつ)』新教出版社 2012

### 監修・編
- 『新共同訳聖書コンコルダンス 聖書語句索引』監修 新教出版社 1997
- 『新共同訳聖書辞典』監修 新教出版社 2001
- 『高倉徳太郎日記』編 新教出版社 (発売) 2014

### 翻訳
- エドアルト・ツールナイゼン『説教の課題』十字架の神学社 1940
- カール・バルト『ルカ伝第一章に関する四つの聖書研究』松谷義範共訳 十字架の神学社 1942
- カール・バルト『降誕 聖書研究と小説教』蓮見和男共訳 新教出版社 新教新書 1950